# Gisclareny
Gisclareny es un municipio de la comarca del Bergadá, en la provincia de Barcelona, en la comunidad autónoma de Cataluña, España. Con una población de 27 habitantes, es actualmente el menos poblado de la comunidad autónoma.

## Símbolos

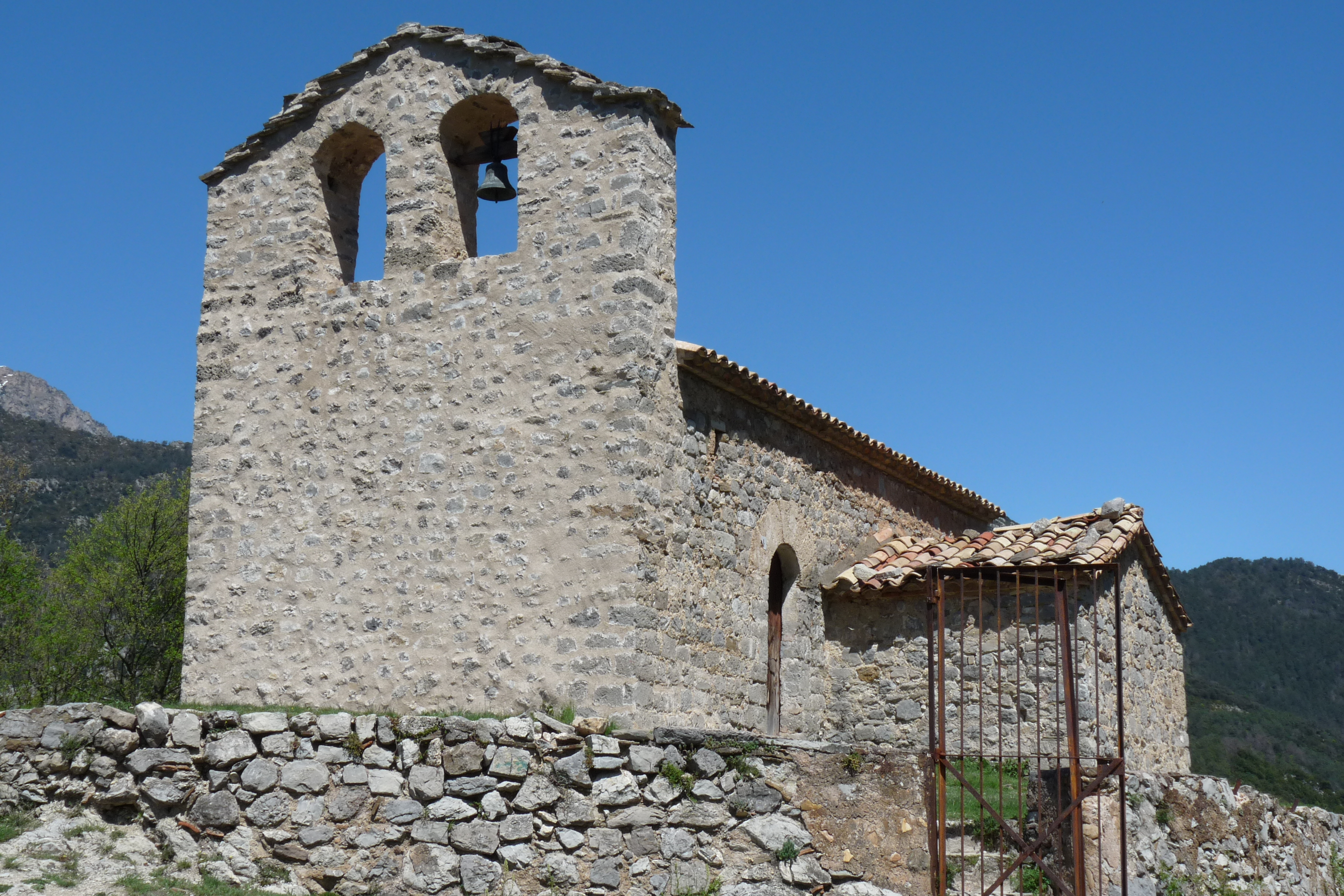
Ermita románica de Sant Martí del Puig, Gisclareny

El escudo de Gisclareny se define por el siguiente blasón:
Escudo embaldosado, de oro, una balanza de sable acompañada en la punta de una piña de sinople. Por timbre, una corona mural de pueblo.
El escudo fue aprobado el 25 de junio de 1993.
Las balanzas son el atributo de San Miguel, y recuerdan la antigua iglesia de Sant Miquel de Turbians. La piña de sinople sobre oro proviene de las armas parlantes de los barones de Pinós, señores del pueblo.

## Administración
| Periodo   | Nombre         | Partido           |
| --------- | -------------- | ----------------- |
| 2003-2007 | Juan Tor Tomás | CiU               |
| 2007-2011 | Juan Tor Tomás | CiU               |
| 2011-2015 | Juan Tor Tomás | CiU               |
| 2015-2019 | Juan Tor Tomás | Unió (CiU)        |
| 2019-2023 | Juan Tor Tomás | ERC-AM-Demòcrates |

## Demografía
Gisclareny cuenta con una población de 30 habitantes (INE 2024).
| Gráfica de evolución demográfica de Gisclareny entre 1842 y 2021 |
| |
| Población de derecho según los censos de población del INE. Población de hecho según los censos de población del INE.Entre el censo de 1857 y el anterior, crece el término del municipio porque incorpora a Greixa y San Martín de Puig. |

| 1900 | 1930 | 1950 | 1970 | 1981 | 1986 | 2008 | 2021 |
| ---- | ---- | ---- | ---- | ---- | ---- | ---- | ---- |
| 225  | 185  | 136  | 50   | 21   | 27   | 34   | 27   |

## Comunicaciones
Se comunica con Bagá mediante una carretera.

## Economía
Agricultura de secano y ganadería.

## Lugares de interés
- Iglesia de San Miguel, de estilo románico.
- Servicios: un refugio, un restaurante y una casa rural.